# NGC 20
NGC 20は、アンドロメダ座の方角にあるレンズ状銀河である。1857年9月18日にR. J. Mitchellによって発見された。NGC 6の像としても知られる。